# Ace (Bob Weir)
| Recensione       | Giudizio     |
| ---------------- | ------------ |
| AllMusic         | [ 2 ]        |
| Robert Christgau | A-           |
| Sputnikmusic     | 4.5 (Superb) |
| Piero Scaruffi   | [ 5 ]        |

Ace è il primo album discografico solista del musicista statunitense (ed ex membro dei Grateful Dead) Bob Weir, pubblicato dalla casa discografica Warner Bros. Records nel maggio del 1972.

## Tracce

### LP
Lato A (S40,190)
1. Greatest Story Ever Told – 3:42 (Bob Weir, Robert Hunter)
2. Black-Throated Wind – 5:43 (Bob Weir, John Perry Barlow)
3. Walk in the Sunshine – 3:02 (Bob Weir, John Perry Barlow)
4. Playing in the Band – 7:38 (Bob Weir, Robert Hunter)

Lato B (S40, 191)
1. Looks Like Rain – 6:10 (Bob Weir, John Perry Barlow)
2. Mexicali Blues – 3:24 (Bob Weir, John Perry Barlow)
3. One More Saturday Night – 4:25 (Bob Weir)
4. Cassidy – 3:39 (Bob Weir, John Perry Barlow)

## Musicisti
- Robert "Ace" Weir - chitarra acustica, chitarra elettrica
- William "Fairplay" Kreutzmann - batteria
- Phil Lesh - basso, armonie vocali (brano: Mexicali Blues)
- Jerry Garcia - chitarra elettrica, chitarra pedal steel (brano: Looks Like Rain)
- Keith Godchaux - piano
- Donna Godchaux - armonie vocali

Ospiti
- Dave Torbert - basso (brano: Greatest Story Ever Told)
- Ed Bogus - arrangiamento strumenti a corda (brano: Looks Like Rain)
- Luis Gasca - strumento a fiato (brani: Black Throated Wind, Mexicali Blues e One More Saturday Night)°
- Hadley "Snooky" Flowers - strumento a fiato (brani: Black Throated Wind, Mexicali Blues e One More Saturday Night)°
- The Space Rangers - strumenti a fiato (brani: Black Throated Wind, Mexicali Blues e One More Saturday Night)°

Note aggiuntive
- "Everybody Involved" - produttore
- Registrazioni effettuate al Wally Heider Studios di San Francisco, California (Stati Uniti)
- "Bob and Betty" (Bob Matthews e Betty Cantor) - ingegneri delle registrazioni
- Mixaggio effettuato al Alembic Studios di San Francisco, California da Jerry Garcia and Friends
- "Kelley / Mouse Design" - cover art copertina album originale
- Ron Rakow - foto copertina album originale
- Ringraziamento speciale a: Luis Gasca, Hadley "Snooky" Flowers, The Space Rangers[6] [7]°

## Classifica
Album
| Anno | Classifica    | Posizione raggiunta |
| ---- | ------------- | ------------------- |
| 1972 | Billboard 200 | 68                  |